# Hexachaeta major
Hexachaeta major är en tvåvingeart som först beskrevs av Macquart 1847.  Hexachaeta major ingår i släktet Hexachaeta och familjen borrflugor. Inga underarter finns listade i Catalogue of Life.